# Idiacanthus antrostomus
Idiacanthus antrostomus – gatunek głębinowej ryby z rodziny wężorowatych (Stomiidae). Występuje we wschodniej części Oceanu Spokojnego. Samce tego gatunku osiągają 7,6 cm długości, samice do 38 cm.